# Olhão (freguesia)
Olhão es una freguesia portuguesa del concelho de Olhão, con 9,43 km² de superficie y 14.749 habitantes (2001). Su densidad de población es de 1 564,1 hab/km².

## Galería

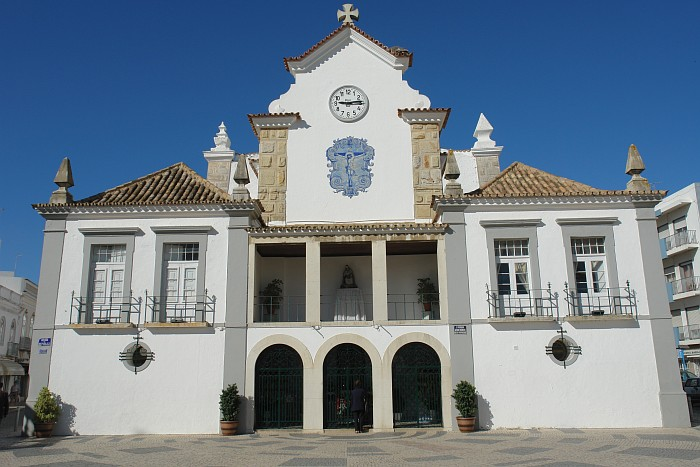
Iglesia de Olhao